# Aleardo Terzi
Aleardo Terzi (Palermo, 6 gennaio 1870 – Castelletto sopra Ticino, 15 luglio 1943) è stato un pittore, disegnatore e pubblicitario italiano.

## Biografia

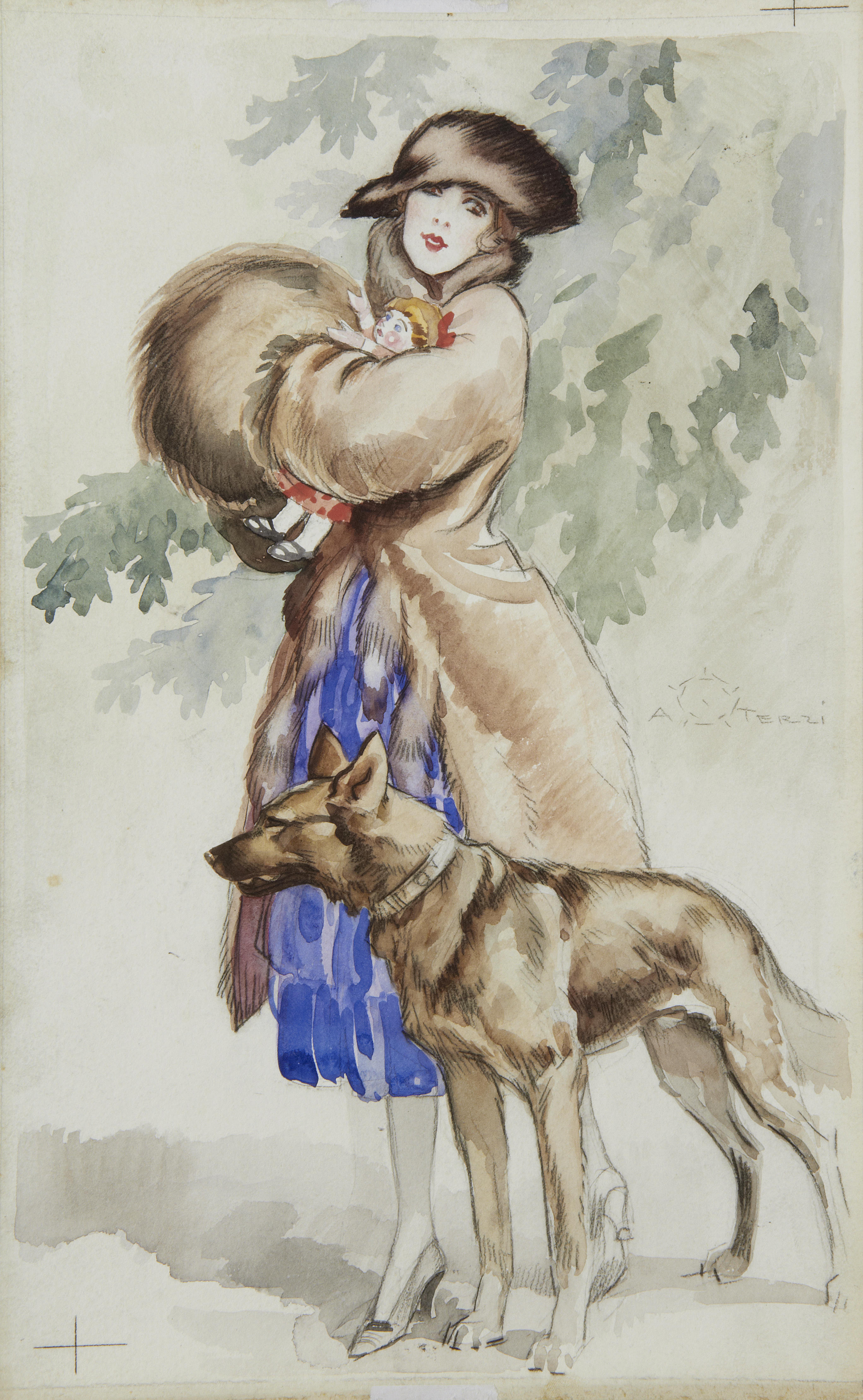
Un’elegante signora col suo cane, acquerello di Aleardo Terzi.

### Esordi
Aleardo Terzi nasce da una famiglia agiata e cosmopolita: suo padre Andrea Terzi, è un celebre illustratore; la madre Rose Engel, di origine svizzera, proviene anch'ella da una famiglia legata al mondo dell'industria libraria; il fratello Amedeo John Engel Terzi diventerà un disegnatore scientifico, e per alcuni periodi della propria carriera collaborerà con Aleardo.
Frequenta l'Accademia di belle arti di Palermo, ma l'abbandona per andare a collaborare con La Tribuna illustrata. Nella redazione della rivista avrà modo di conoscere uno dei padri del manifesto pubblicitario italiano, Giovanni Maria Mataloni.
In questo periodo Terzi inizia ad affinare il proprio stile grafico, in particolare fa la propria comparsa la figura femminile, che rimarrà tra i suoi soggetti preferiti.
Alla produzione grafica affianca inoltre quella pittorica, e nel 1894, grazie al dipinto Azalea, vince il primo premio alla Mostra fra artisti siciliani che si tiene nella città natale.
A partire dal 1897 inizia a collaborare, in qualità d'illustratore, con l'editore Enrico Voghera di Roma, con l'editore (materno) Emil M. Engel, e con l'Istituto d'arti grafiche di Bergamo. In particolare, per quest'ultimo, realizzerà il suo primo manifesto pubblicitario, Wanda, relativo ad uno stabilimento balneare di Savona (1900).

### Il periodo milanese
Nel 1898 Terzi decide di trasferirsi a Milano, su invito dell'amico Mataloni, per entrare a lavorare presso le Officine Ricordi. Qui ha modo di incontrare tutti i più importanti cartellonisti pubblicitari dell'epoca: Adolfo Hohenstein, Marcello Dudovich, Leopoldo Metlicovitz e Leonetto Cappiello.
Inizia anch'egli la propria attività di cartellonista pubblicitario realizzando manifesti per importanti aziende e istituzioni italiane, nonché locandine per il cinema. In particolare sono da ricordare le réclame per i Magazzini Mele di Napoli.
Abbandona progressivamente lo stile pittorico classico per avvicinarsi a quello Liberty che imperava all'epoca e che già era proprio della Ricordi.
Prosegue al contempo l'attività di illustratore collaborando con varie riviste, in particolare si ricordano La Lettura (mensile del Corriere della Sera), Natura ed Arte, Vita Internazionale  e Novissima.
Nel 1903 si trasferisce per un breve periodo a Londra, dal fratello Amedeo.

### Il periodo romano
Nel 1904 viene nominato direttore e disegnatore presso la casa editrice Danesi di Roma. Nel 1905 si sposa con Adele Bonfiglio, di origini bresciane. Avranno tre figli.
Nel 1906 vince il concorso per la realizzazione di una copertina bandito da Il Giornalino della Domenica diretto da Vamba e stampato dalla R. Bemporad & figlio di Firenze. Vince inoltre il concorso per la realizzazione delle tavole per un libro per ragazzi (Cantilene dei bambini, poesiole e ritornelli di tradizione popolare) stampato dalla casa editrice della rivista Novissima, della quale già era collaboratore.
Questi episodi sono importanti nella carriera di Terzi, perché è da qui che inizierà anche l'attività di illustratore per l'infanzia. In particolare egli stringerà un duraturo sodalizio con l'allora neonato Corriere dei Piccoli (supplemento del Corriere della Sera, fondato nel 1908 da Silvio Spaventa Filippi).
Nel 1910 si conclude il contratto con la Danesi, e Novissima cessa le pubblicazioni.
A partire dal 1911 Terzi inizia la collaborazione con l'editore Edoardo Chappuis di Bologna. Alla ricerca di nuove forme espressive, in quest'epoca si cimenta anche nella decorazione di maioliche per la Richard-Ginori, e nella realizzazione di scenografie e costumi per il teatro.

Nel 1913 partecipa alla I esposizione della Secessione Romana, per la quale cura tra l'altro il catalogo illustrato.
Tuttavia alcune delle sue opere più importanti le realizza ancora una volta per il mondo della pubblicità: in particolare è da citare il manifesto d'impostazione verista e impressionista realizzato nel 1914 per il dentifricio Dentol che raffigura una scimmia appesa ad un ramo mentre si lava i denti.

Sempre nel 1914 è presente all'Esposizione mondiale del libro di Lipsia.
Nel 1921, attraverso il manifesto per il colorificio MaxMeyer commissionatogli dalla Chappuis, crea una delle icone dell'industria italiana: il cagnolino che stringe tra i denti un pennello intriso di vernice. Entra nel GRIA, il Gruppo Romano Incisori Artisti e partecipa alle mostre organizzate dal gruppo.

### La stagione urbinate
Per circa cinque anni, dal 1925 al 1930, Terzi dirige l'Istituto del libro di Urbino, su invito di Luigi Renzetti. È inoltre docente di disegno, illustrazione, xilografia e calligrafia.
Sempre in questo periodo viene nominato direttore grafico dell'Enciclopedia Treccani (1928-1929).

### Il ritiro a Castelletto sopra Ticino

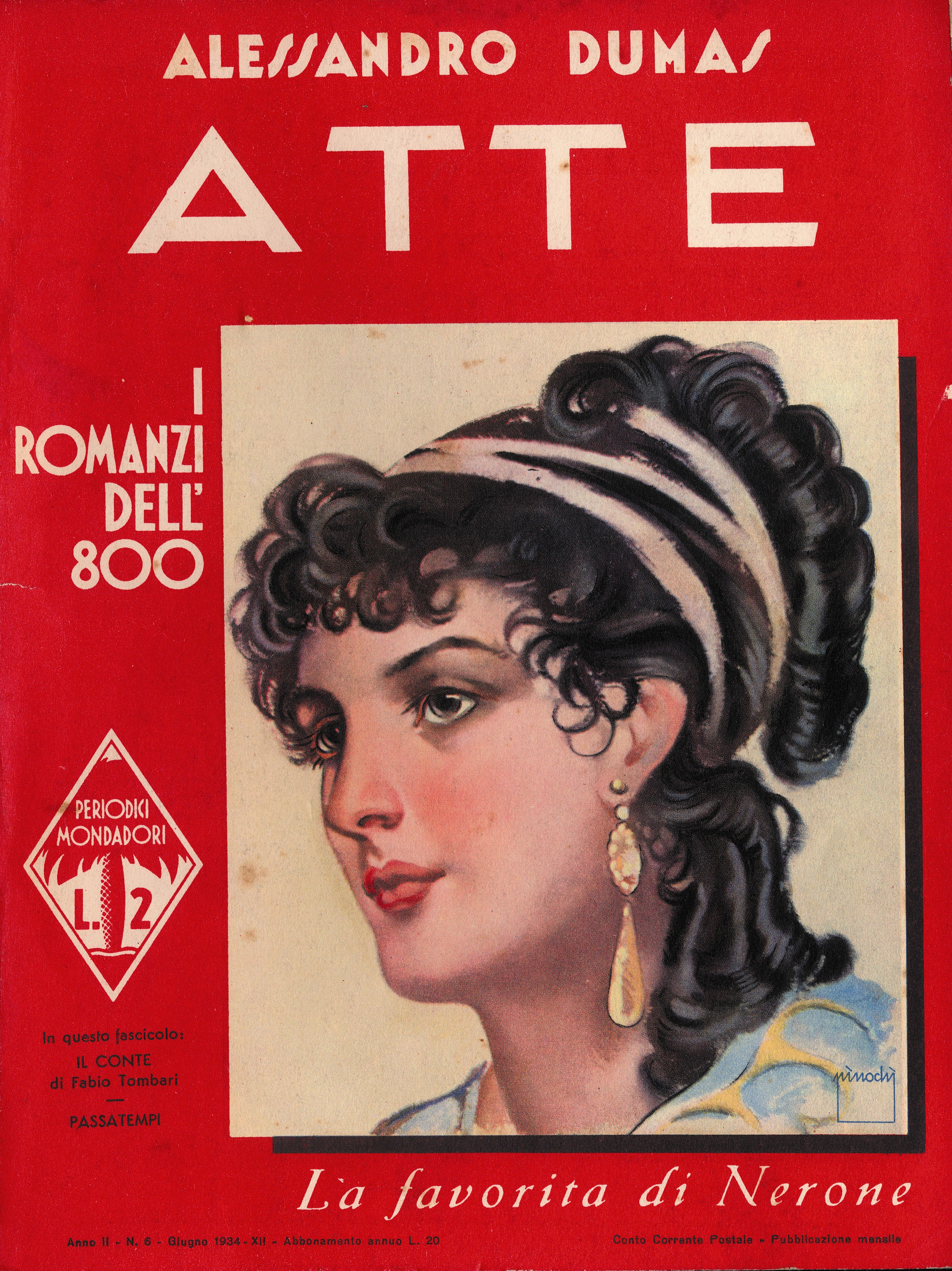
Sovraccoperta del romanzo Atte di Alexandre Dumas, Mondadori 1934.

All'inizio degli anni trenta è di ritorno a Milano per collaborare, in qualità di grafico pubblicitario, con la Wander AG. Illustra inoltre racconti per l'infanzia per conto della UTET di Torino. Di questo periodo sono le oltre duecento illustrazioni dell'Enciclopedia della Fiaba realizzate con altrettante punte secche di particolare efficacia e maestria e con una essenzialità del segno che anticipa il disegno contemporaneo.
Negli ultimi anni si trasferisce a Castelletto Ticino, nei pressi di Novara, per dedicarsi alla pittura.
Qui muore il 15 luglio del 1943 all'età di 73 anni.